# Suzy (elefánt)
Suzy a Veszprémi Állatkert 58 éves indiai elefántja volt. 

## Élete
A négy és fél tonnás állatot 1991. október 22-én, az Eszéki Állatkertből a várost körülvevő ostromgyűrűn keresztül menekítették ki a balkáni háború elől a Veszprémi Állatkert szakemberei, ahol hamarosan annak egyik legkedveltebb lakója lett. Kezdetben még a hátára is felülhettek a látogatók, de idősebb korában is sokszor lehetett látni, amint a gondozójával az állatkert útjain sétál. 
Valószínűleg a 40-es vagy 50-es években, vadon született. Suzy még fiatalon került Európába, előbb egy német cirkuszba, onnan az Eszéki Állatkertbe. Szinte egész életét egyedül töltötte, így a számára menhelyként szolgáló Veszprémi Állatkertben is csak a gondozói jelentették számára társaságot.
Az Európa legidősebb elefántjai közé tartozó állatot a 2000-es években már számos öregkori betegség kínozta, de igazán súlyossá 2006-ban vált az állapota. 2006. szeptember közepén összerogyott, és az állatkerti szakemberek a tűzoltók segítségével tudták csak - tíz órás munkával - talpra állítani. Bár utána is folyamatosan kezelték, de legyengült állapota és betegsége miatt már nem volt esély arra, hogy ismét felépüljön. Mikor másodszorra is összerogyott 2006. október 29-én, a szakemberek az elaltatása mellett döntöttek. A kórbonctani vizsgálatok is igazolták ennek jogosságát, a betegsége gyógyíthatatlan volt.

## Külső hivatkozások
- Búcsú Suzytól a veszprémi állatkert honlapján
- Elpusztult Suzy[halott link]